# Véronique (prénom)

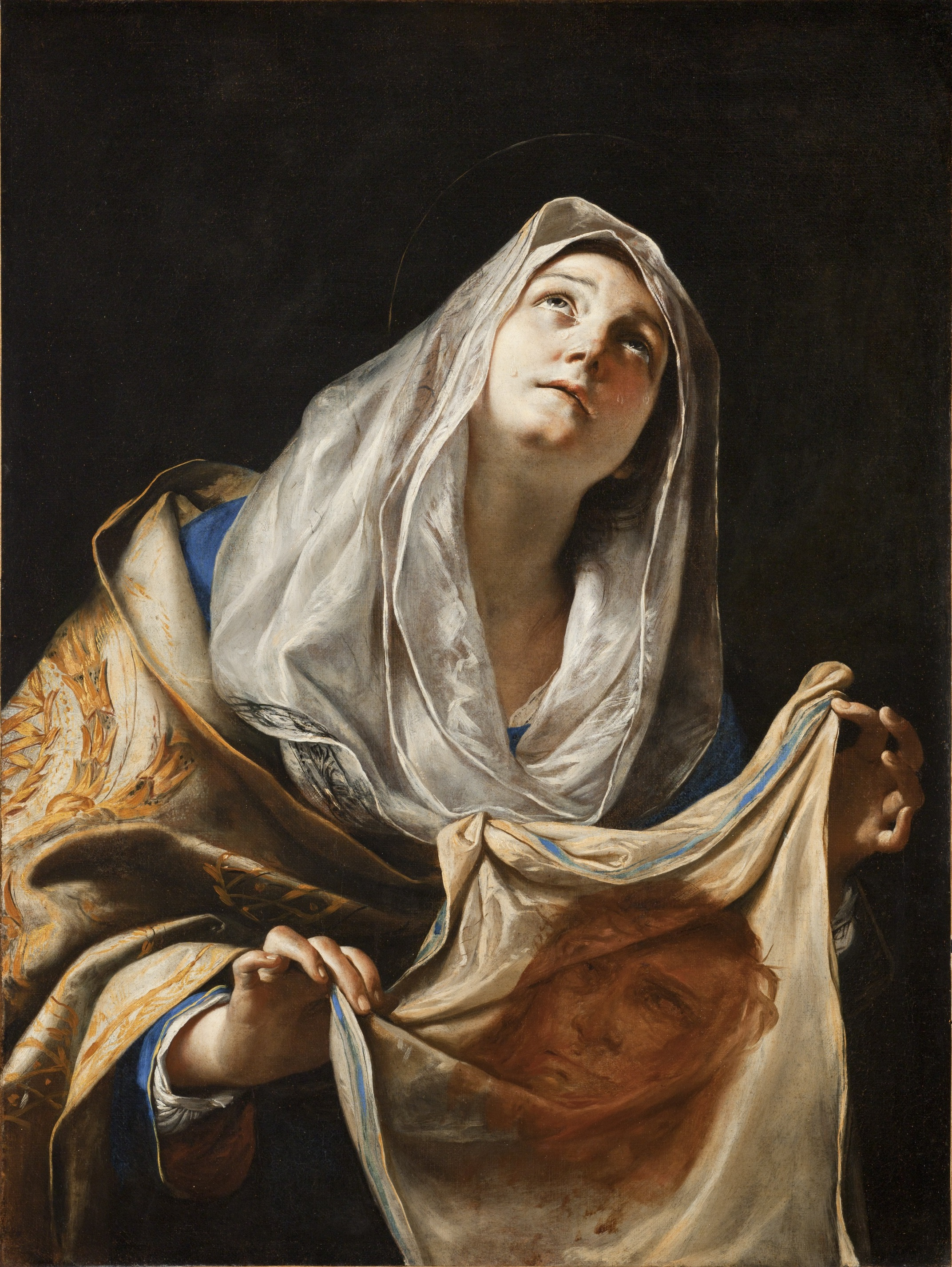
Sainte Véronique avec son voile (vers 1550-1560), par Mattia Preti

Pour les articles homonymes, voir Véronique.
Véronique est un prénom féminin.

## Étymologie
Le nom « Véronique » est une latinisation de Βερενίκη / Bereníkê ou Βερονίκη / Beroníkê, « Bérénice ». Ce nom macédonien signifie « qui porte la victoire ».
Dans cette forme macédonienne, le verbe berein, « porter », qui correspond au verbe grec pherein, est suivi du mot nikê (« victoire »). D'après le dictionnaire grec-français Magnien-Lacroix (Belin, éd. de 1969), ce verbe provient de la racine sanscrite bher-, qui signifie « porter ». « Bérénice » est un prénom féminin usuel dans l'Antiquité macédonienne ; entre autres, il fut celui de plusieurs reines de la dynastie alexandrine des Lagides, à commencer par Bérénice Ire, la troisième épouse de Ptolémée Ier Sôter.
Une tradition ultérieure lui a attribué une étymologie latine, le mot étant formé cette fois à partir des mots latins signifiant « vraie » (vera) et « image » (icon, -is, fém), en référence à sainte Véronique ayant essuyé le visage du Christ épuisé lors de la Montée au calvaire.

## Sainte
- Sainte Véronique (+ 305), fêtes le 4 février en Occident et le 4 octobre en Orient.

## Prénom
Véronique est aussi un prénom révolutionnaire, tiré du calendrier républicain en référence à la fleur. Il est très à la mode dans les années 1950 : il est donné 16 000 fois en 1963. Sa popularité diminue jusqu’à n’être attribué qu’une vingtaine de fois par an dans les années 2000. Il se fête, selon l’auteur Marie-Odile Mergnac, le 4 messidor qui tombe aux alentours du 22 juin suivant les années.
Il a pour variantes Veronica et Veronika.

### Personnes portant ce prénom
- Véronique Ançay (en) (née en 1970), skieuse et alpiniste suisse.
- Véronique Augereau (1957-), actrice française, spécialisée dans le doublage et femme de Philippe Peythieu.
- Véronique Béliveau (née en 1955), Actrice canadienne et chanteuse pop/rock.
- Veronique Belleter (en) (née en 1977), cycliste belge.
- Véronique Besse (née en 1963), femme politique française.
- Véronique Boiry (née en 1948), illustratrice française.
- Véronique Bonnecaze, pianiste française
- Veronique Branquinho (née en 1973), créatrice de mode belge.
- Véronique Brisy (née en 1960), nageuse belge.
- Véronique Brouquier (née en 1957), escrimeuse française.
- Véronique Chankowski (née en 1971), historienne française.
- Véronique Claudel (née en 1966), biathlète française.
- Véronique Cloutier (née en 1974), animatrice canadienne de télévision et de radio.
- Véronique Delobel (en) (née en 1978), Danseuse sur glace française à la retraite.
- Véronique Elling (née en 1975), chanteuse française.
- Véronique Genest (née en 1956), actrice française.
- Véronique Gens (née en 1966), chanteuse soprano française.
- Veronique Hronek (née en 1991), skieuse allemande.
- Véronique Jannot (née en 1957), actrice et chateuse française.
- Véronique De Keyser (née en 1945), psychologue et professeur d'université belge.
- Véronique Lathuraz (en) (née en 1968), skieuse et alpiniste française, membre de l'Équipe de France de Ski de Montagne.
- Véronique Lefay, est une actrice et une productrice française de films pornographiques.
- Véronique Louwagie (née en 1961), femme politique française.
- Véronique Mang (née en 1984), athlète de sprint en athlétisme.
- Véronique Marot (née en 1955), ancienne coureuse longue-distance anglaise.
- Véronique Mathieu (née en 1955), femme politique française et membre du Parlement européen.
- Véronique Müller (née en 1948), chanteuse suisse.
- Véronique Sanson (née en 1949), chanteuse française.
- Véronique Silver (1931–2010), actrice française.
- Véronique Soufflet, chanteuse française.
- Véronique Tadjo (née en 1955), écrivaine ivoirienne, poète, romancière et artiste illustratrice.
- Véronique Vendell (née en 1942), actrice française.

Voir toutes les pages commençant par Véronique ou Veronica ou Veronika (liste générée automatiquement).